# Мискет русенски
Мискет русенски е червен десертен сорт грозде. Селектиран е в България чрез кръстосването на сортовете Кардинал и Хамбургски мискет през 1973 г. от Ив. Тодоров и З.Занков. Разпространен е из цялата страна.
Раннозреещ сорт: гроздето узрява в края на юли и началотона август. Лозите са среднорастящи, с добра устойчивост на ниски зимни температури и сиво гниене. Лозите проявяват добра възстановителна способност след силни зимни повреди. Сортът е подходящ за отглеждане във всички лозарски райони и полупланински места с надморска височина до 700 – 800 м. Средният добив от една лоза при стъблено отглеждане е 4 – 5 кг, а от декар – до 1500 кг.
Гроздът е голям (300 г.), рехав. Зърната са едри (4,8 г.), овални, тъмнолилави до черни. Консистенцията е хрупкава, с приятен вкус и силно изразен мискетов аромат. Сокът е безцветен.
Използва се за прясна консумация. Гроздето не се напуква, не гние и е с много добра транспортабилност. Захарното съдържание в гроздето в технологична зрялост е 16 %, а титруемите киселини са 4,24 г/л.